# Metachrostis subrufa
Metachrostis subrufa är en fjärilsart som beskrevs av W. Warren 1913. Metachrostis subrufa ingår i släktet Metachrostis och familjen nattflyn. Inga underarter finns listade i Catalogue of Life.